# Procurator
Procurator (en català Procurador) era la persona que a l'antiga Roma portava els negocis d'una altra per encàrrec d'aquesta.
S'aplicava sobretot als que gestionaven les propietats a l'antiga Roma, i tenien un nivell superior al vilicus (o capatàs) que rebia les ordres per conrear una possessió. Tenia més llibertat de gestió i unes funcions més amples. Segons Ciceró al procurator se li confiava la gestió, i el vilicus rebia ordres per fer les coses.
També es donava aquest nom en general a la persona que exercitava una acció en benefici d'un altra. Els principals casos eren: un acusador (accio), un secretari familiar (calculator); un magistrat imperial que feia les mateixes funcions a les províncies imperials que els qüestors a les províncies senatorials; i uns oficials encarregats de l'administració del fiscus; i altres diversos oficis durant l'Imperi.
El concepte s'utilitza especialment per als administradors de la propietat de la terra d'un dominus o propietari, que negociava amb altres, gestionava els seus esclaus i dirigia les operacions agrícoles a través d'un procurator, que tenia la gestió i el control d'una o més finques, segons Plini el Jove. Generalment era un càrrec que ocupaven els lliberts, o de vegades els esclaus favorits.
Un procurator era també una figura del dret civil romà. Era la persona a través de la qual es podia emprendre una acció legal. Per exercir la funció només calia acceptar-la, segons defineix Sext Pompeu Fest.
Amb l'Imperi el càrrec de procurator va adquirir un sentit polític. El Princeps era el cap suprem, i delegava algunes funcions en els prefecti, dels que n'hi havien de diverses menes: Prefecte de la ciutat, Prefecte del pretori, Prefecte de vigilància i altres. Però una part important dels àmbits administratius l'ocupaven els procuratores Caesaris (procuradors de Cèsar), que en sentit estricte no tenien una autoritat independent sinó només representativa, i eren nomenats per fer-se càrrec dels deures administratius, segons Tàcit. Com altres funcionaris de la confiança de l'emperador, els càrrecs eren donats a lliberts o a esclaus, però amb el temps i l'augment de les seves funcions el rang de les persones que l'ocupaven va anar variant i fent-se important, i es donava, ja no als lliberts, sinó als equites. Aquest canvi el va iniciar l'emperador Vitel·li, però va ser Hadrià que el va consolidar, segons diu Tàcit. Els graus inferiors de procurator, els van seguir ocupant els lliberts.
Els deures d'un procurator estaven perfectament definits, i era responsable davant del mateix emperador de la gestió de les finances, i no podia donar, vendre o comprar cap propietat. Havia de portar sempre una gestió acurada (diligenter gerere). Si es mantenia dins dels seus límits tenia la mateixa autoritat que l'emperador, segons diu el Digest.
Una altra classe de procuratores tenia al seu càrrec les províncies imperials. Eren els oficials financers d'aquestes províncies, com ho eren els qüestors a les províncies senatorials. Tenien la gestió de la hisenda imperial de la província (fiscus provincialis), i duien a terme la recaptació dels impostos corresponents, i la seva distribució posterior. Hi havia un altre erari relacionat amb el contingent militar de la província, el fiscus castrensis, que tenia un procurator castrensis que supervisava els pagaments als soldats del districte, segons Estrabó.
Els procurators imperials seguien en el seu càrrec per un temps indefinit. Tenien un sou fix que cobraven de la hisenda pública, segons Dió Cassi. S'anomenaven trecenarius, ducenarius i centenarius segons les variacions del sou,m que anava lligat a la importància del lloc on estaven destinats. Variava de cent a tres-cents sestercia, segons Suetoni. Els sous dels procuradors civils a Roma probablement eren més alts que els del mateix grau a les províncies. Així, la procuratio rationis privatae de l'emperador, probablement era a Roma un trecenarius, a les províncies un ducenarius, i a Itàlia, que només seria una sucursal de Roma, segurament seria centenaria procuratio. Els graus de rang pels que passaven els diferents procurators i la seva posició en l'organització imperial i l'estatus individual de cadascun d'aquests càrrecs, no se saben amb certesa. L'escala de rang sovint es trencava amb promocions sobtades i extraordinàries, que es feien a través del favor del princeps o de l'aptitud personal de l'individu promogut.